# Piazza dei Cavalieri
Piazza dei Cavalieri (Nederlands: Plein van de Ridders) is een plein in de Italiaanse stad Pisa. Gedurende de middeleeuwen was dit plein het politieke centrum van de Republiek Pisa. Halverwege de zestiende eeuw werd het hoofdkwartier van de ridders van de Heilige en Militaire Orde van Sint-Stefanus Paus en Martelaar aan dit plein gevestigd.
Op het plein bevinden zich:
- Palazzo della Carovana (ook bekend als het Palazzo dei Cavalieri)
- Standbeeld van Cosimo I de' Medici, groothertog van Toscane